# Institución Catalana de Investigación y Estudios Avanzados
La  Institución Catalana de Investigación y Estudios Avanzados (ICREA. en catalán  Institució Catalana de Recerca i Estudis Avançats ), es una fundación impulsada conjuntamente por la Generalidad de Cataluña a través de su Departamento de Innovación, Universidades y Empresa, y la Fundación Catalana para la Investigación y la Innovación (FCRI). ICREA se creó en 2000 con el objetivo de impulsar el sistema de investigación de Cataluña mediante la contratación de científicos de primer nivel para el sistema catalán de I + D , científicos capaces de liderar nuevos grupos de investigación, fortalecer los existentes y abrir nuevas líneas de investigación de vanguardia. 
Para conseguir sus objetivos, ICREA colabora estrechamente con universidades y centros de investigación catalanes con sede en Cataluña mediante convenios a largo plazo que permiten a los investigadores ICREA integrarse en grupos de investigación dentro de estas universidades y centros. La cooperación, la apertura internacional y la excelencia son las señas de identidad de ICREA.
En el período 2000-2008, ICREA contrató un total de 222 titulares de investigación profesores en las diferentes áreas de investigación: 32,5% en la vida y médicos ciencias, 27% en experimentales ciencias y las matemáticas , 10% en ciencias sociales , 13,5 % en diferentes campos de las humanidades y 17% en tecnología .